# 一本打ち
一本打ち（いっぽんうち）とは、主に福井県嶺北地方で盛んな和太鼓の「地打ち」の一つ。別名「小バイ（バイ＝太鼓の桴の意）」。

## 概要
航海安全を祈願した「神事太鼓」や、まだ農薬が無かった時代の昭和初期頃まで、稲作農家が田んぼの害虫を追い払うために打ち鳴らされた「虫送り太鼓」の一つとして受け継がれて来た。使用する太鼓は「長胴太鼓」「桶胴太鼓」。野良打ちでは地面に平置きして打つが、本来は櫓（太鼓台）に据え置いて横打ちするもの。特にこの「地打ち」を永く継承している「火の太鼓」（坂井市三国町汐見）や「越前打ち込み太鼓」（坂井市春江町安沢）の両保存会は、坂井市の民俗資料の指定文化財とされている。

## 奏法
奏法は左右二本の桴（ばち）を「同時に打つ」伴奏的な存在である。このリズムをあえて書き言葉（聞こえ言葉）にすると、「トン、トン、トン、トン、トン、…（以降同じ）」と単調なものとなるが、通常は「トン、トン、（止）トン、トン、トン、トン、トン…（以降同じ）」と打ち始められる。他の太鼓用語に同じ「一本打ち（＝一人打ち）」と呼ばれる奏法もあるが、これは全く別のものであり、その違いは、一人の奏者が「大太鼓」を使って自由に演奏する、つまり、「伴奏的な存在の奏法ではない」という点にある。